# Adnan Menderes (Arnavutköy)
Ne doit pas être confondu avec Adnan Menderes (Premier ministre turc)
Adnan Menderes est un quartier du district d'Arnavutköy, sur la rive européenne de la province d'Istanbul.